# Украинцы в Новой Зеландии
Украинцы в Новой Зеландии (укр. Українці в Новій Зеландії) — одна из этнических общин на территории Новой Зеландии. По данным переписи численность этнических украинцев в этой стране составляет 672 человека, кроме того еще 1350 человек указали Украину как страну рождения.

## История
Украинская община ведет свою историю с середины XX в., когда первая группа политических эмигрантов (примерно 170 человек) оставила послевоенную Европу и в 1949 году добралась до новозеландских берегов. Согласно данным последней переписи населения, 1152 резидентов страны указали Украину как место своего рождения, а украинцами по этническому признаку, считают себя 672 человека. Новозеландцы украинского происхождения, осознавая высокое значение Украины как родины, также с гордостью представляют и новозеландское общество.
Относительно малое количество украинцев в Новой Зеландии обусловливается некоторыми причинами политико-исторического характера, одна из которых — это иммиграционная политика, которую Новая Зеландия проводила в прошлом. Однако в нынешнее время ситуация изменилась коренным образом, и все больше представителей двух стран имеют желание налаживать совместные связи, как иммиграционного характера, так и деловые.
В 2006 году новозеландский Национальный центр европейских исследований (Кентерберийский Университет, город Крайстчерч) одним из первых в стране уделил внимание большому потенциалу украинско-новозеландских отношений и анализа причин, которые препятствуют их быстрому развитию. В своей совместной работе, которая называется «Украинско-новозеландские отношения», сотрудники центра доктор наук Наталья Чабан и аспирант Влад Вернигора назвали причины сравнительно медленного развития партнерства между Украиной и Новой Зеландией. Среди них основными можно назвать спорадические связи в прошлом, традиционное восприятие Новой Зеландией Украины в устойчивой геополитической ассоциации, а во многих случаях — упрощенном отождествлении с Россией и потерянные обеими сторонами шансами наладить всеобъемлющее сотрудничество в период с 1991 года. Особый шанс заявить о себе, современные украинские новозеландцы получили во время Оранжевой революции. Этому событию было уделено значительное внимание в новозеландских медийных источниках. К тому же украинские иммигранты Окленда и Крайстчерч (двух крупнейших городов страны) одновременно — утром 5 декабря 2004 — провели митинги в поддержку гражданского общества на Украине. Это дало толчок к восстановлению процесса становления украинской общины в Новой Зеландии.

## Украинские организации
15 июня 2007 года было официально зарегистрировано Объединение украинцев Новой Зеландии (Ukrainian Association of New Zealand). С этим событием украинцев Новой Зеландии поздравил председатель Союза украинских организаций Австралии, генеральный секретарь Всемирного конгресса украинцев Стефан Романов. Таким образом, украинцы Новой Зеландии были признаны частью мировой украинской диаспоры.
Важным с политико-гуманитарной точки зрения для отношений Украины и Новой Зеландией был приветственное письмо спикера палаты представителей парламента Новой Зеландии Локвуда Смита украинскому обществу Новой Зеландии по случаю 50-й годовщины иммиграции украинцев в эту страну. В своем письме Л. Смит, помимо прочего, отметил нынешний уровень развития украинского общества в Новой Зеландии, а также вспомнил ряд исторических событий, важных для развития украинства. Это послание представителя высшего руководства Новой Зеландии подтвердило внимательное отношение новозеландской стороны к Объединению украинцев Новой Зеландии и к отношениям с Украиной в целом.
Кроме успешных инициатив по созданию подобных организаций в других частях Новой Зеландии (центральный район Северного острова и Южный остров), первоочередные шаги объединения украинцев были направлены в честь 75-летия памяти жертв Голода 1932—1933 годов на Украине, который оставался практически неизвестным новозеландцам. Поэтому главной задачей было не просто представить новозеландцам соответствующую информацию, а показать, что украинский народ, несмотря на исторические вызовы и многомиллионные жертвы, смог выжить и в современное время продолжает строить собственное государство.
20 ноября 2007 объединение украинцев в своем пресс-релизе сообщило о выпуске почтой Новой Зеландии первой в мире марки в честь семьдесят пятой годовщине Голода на Украине. Марки номинальной стоимостью 0,50 и 1,50 новозеландских долларов было выпущено в раритетном количестве 600 штук. 24 ноября 2007 в Окленде состоялось торжественное мероприятие погашения указанной почтовой марки. Кроме руководителей объединения украинцев, участие в мероприятии почетный консул Украины в Новой Зеландии доктор Анатолий Беда. Подавляющее большинство марок была подарена украинским и зарубежным организациям.
В январе 2011 года в Новой Зеландии состоялось первое собрание украинской молодежи из этой страны и Австралии.